# Bāli Chak
Bāli Chak är en ort i Indien.   Den ligger i distriktet Paschim Medinipur och delstaten Västbengalen, i den östra delen av landet, 1 200 km sydost om huvudstaden New Delhi. Bāli Chak ligger 22 meter över havet och antalet invånare är 12 957.
Terrängen runt Bāli Chak är mycket platt. Runt Bāli Chak är det mycket tätbefolkat, med 1 018 invånare per kvadratkilometer. Närmaste större samhälle är Pānskura, 17,4 km öster om Bāli Chak. Trakten runt Bāli Chak består till största delen av jordbruksmark.